# Centre (rugby à XIII)
Pour les articles homonymes, voir Centre.
Ne doit pas être confondu avec Centre (rugby à sept) ou Centre (rugby à XV).
Centre ou trois-quarts centre (en anglais : centre ou centre three quarters) est un poste de rugby à XIII. Il y a deux centres par équipe, qui portent respectivement les numéros 3 et 4, et font partie, avec les ailiers, de la ligne de trois-quarts. 
| \| \| 8 Pilier \| \| 9 Talonneur \| \| 10 Pilier \| \| \| \| \| \| 11 Deuxième ligne \| \| 12 Deuxième ligne \| \| \| \| \| \| \| \| 13 Troisième ligne \| \| \| \| \| \| \| \| \| \| \| \| \| \| \| \| \| \| 7 Demi de mêlée \| \| \| \| \| \| \| \| \| \| 6 Demi d'ouverture \| \| \| \| \| \| \| 4 Centre gauche \| \| 3 Centre droit \| \| \| \| \| \| 5 Ailier gauche \| \| \| \| 2 Ailier droit \| \| \| \| \| \| \| 1 Arrière \| \| \| \| \| |                 |                   |                    |                    |                |  |  |
| | 8 Pilier        |                   | 9 Talonneur        |                    | 10 Pilier      |  |  |
| |                 | 11 Deuxième ligne |                    | 12 Deuxième ligne  |                |  |  |
| |                 |                   | 13 Troisième ligne |                    |                |  |  |
| |                 |                   |                    |                    |                |  |  |
| |                 |                   | 7 Demi de mêlée    |                    |                |  |  |
| |                 |                   |                    | 6 Demi d'ouverture |                |  |  |
| |                 | 4 Centre gauche   |                    | 3 Centre droit     |                |  |  |
| | 5 Ailier gauche |                   |                    |                    | 2 Ailier droit |  |  |
| |                 |                   | 1 Arrière          |                    |                |  |  |

## Description du poste
Il s'agit avant tout d'un joueur rapide, qui a vocation à marquer un grand nombre d'essais, et qui sait travailler en étroite collaboration avec les ailiers : c'est généralement une passe d'un centre qui donne le temps et l'espace suffisant aux ailiers pour marquer.
Le rôle offensif des centres est de perforer la ligne adverse soit par leur puissance physique, soit par leur agilité (grâce à des appuis empêchant leur défenseur d'intervenir correctement) ou par leur technique (combinaisons de passes). Le rugby moderne a tendance à privilégier des joueurs assez costauds au poste de centre mais cela n'est pas toujours systématique. À ce poste, les joueurs les plus puissants peuvent recourir à la force pour perforer la ligne de défense à la suite d'un plaquage raté, entraînant une situation dangereuse, ou un regroupement avec la mobilisation de nombreux défenseurs adverses sur le recul, ou de transmettre la balle après avoir été plaqué.
Côté défense, ils doivent être de bons plaqueurs car ils forment,  avec le demi d'ouverture et les ailiers notamment,  une ligne de défense. 

## Joueurs emblématiques
Voici une liste de joueurs non exhaustive ayant marqué leur poste ou marquant leur poste selon les médias ou la littérature « treiziste » . 
- Vincent Duport [3]